# 野球知識検定
野球知識検定（やきゅうちしきけんてい）は、株式会社マスターズリーグが運営する「野球」に携わるすべての人の知識向上を目的とした検定試験である。現在は東京・大阪で年2回開催されており、今までに6歳から80代までおよそ1万人が受験している。2024年7月の時点で超難関の1級合格者は僅か9名しかいない。

## 沿革
- 2010年
  - 7月10日: 野球知識検定公式サイト開設
  - 9月: 【第1回】野球知識検定（東京・大阪・名古屋・福岡・千葉）
- 2011年
  - 某月某日：マスコミ対象の検定実施[2]
  - 2月20日-22日：沖縄プロ野球キャンプ地巡り
  - 5月: 【第2回】野球知識検定（東京・大阪）
  - 8月1日: ネット検定スタート
  - 12月: 【第3回】野球知識検定（東京・大阪）
- 2012年
  - 3月: 公式Facebookを開設
  - 3月 - 6月: 【第4回】野球知識検定（東京・大阪・名古屋・福岡・仙台）
  - 7月2日: ネット検定終了
  - 9月 - 10月: 【第5回】野球知識検定（横浜・新潟・広島）
  - 12月: 【第6回】野球知識検定（東京・大阪）
- 2013年
  - 2月23日：石毛宏典氏・藤城和明氏を囲む食事会
  - 3月: 【第7回】野球知識検定（名古屋・松山）
  - 6月: 【第8回】野球知識検定（東京・大阪）
  - 12月: 【第9回】野球知識検定（東京・大阪）
- 2014年
  - 3月: 【第10回】野球知識検定（名古屋）
  - 6月 - 7月: 【第11回】野球知識検定（東京・大阪）
  - 12月: 【第12回】野球知識検定（東京・大阪）
- 2015年
  - 4月: 【第13回】野球知識検定（名古屋）
  - 6月: 【第14回】野球知識検定（東京・大阪）
  - 7月: 初の2級合格者誕生
  - 12月: 【第15回】野球知識検定（東京・大阪）
- 2016年
  - 6月 - 7月: 【第16回】野球知識検定（東京・大阪）
  - 12月: 【第17回】野球知識検定（東京・大阪）
- 2017年
  - 6月: 【第18回】野球知識検定（東京・大阪）
  - 12月: 【第19回】野球知識検定（東京・大阪）
- 2018年
  - 6月: 【第20回】野球知識検定（東京・大阪）
  - 12月: 【第21回】野球知識検定（東京・大阪）
  - 12月15日：YouTuber CLAYが野球知識検定の紹介動画を投稿[3]
- 2019年
  - 1月: 初の1級合格者誕生（2名）
  - 3月：1級合格者（抽選）に贈られる光る自転車の贈呈式が株式会社サンケミカルの本社で行われる
    - 4月27日：Asagei Bizで紹介記事掲載[4]

  - 5月25日：NHK名古屋放送局制作「ウィークエンド中部」の『カトリーナのおもしろ検定』で紹介される[5]
  - 6月:【第22回】野球知識検定（東京・大阪）
  - 12月:【第23回】野球知識検定（東京・大阪）
- 2020年
  - 6月: 新型コロナウイルス感染症拡大のため検定開催を中止
  - 12月:【第24回】野球知識検定（東京・大阪）
- 2021年
  - 6月:【第25回】野球知識検定(東京・大阪)
  - 12月:【第26回】野球知識検定（東京・大阪)

- 2022年
  - 7月:【第27回】野球知識検定（東京・大阪)
  - 12月:【第28回】野球知識検定（東京・大阪)
- 2023年
  - 7月:【第29回】野球知識検定（東京・大阪)
  - 12月:【第30回】野球知識検定（東京・大阪)

- 2024年
  - 7月:【第31回】野球知識検定（東京・大阪)
  - 12月:【第32回】野球知識検定（東京・大阪)
- 2025年
  - 2月5日:野球知識検定のサイトが閲覧不可になる。(原因不明。しかし、翌日には復旧した。)

## 検定概要
東京会場は午前・午後の2部で開催され、大阪会場は午前のみ開催。試験時間は各級50分。持ち込み不可。問題用紙は試験終了後に回収される。飛び級受験はできないため5級・6級試験からのスタートとなる。最短期間で1級合格を目指すには少なくとも5回受験しなければならない。受験料は以前は5000円であったが、今は6000円である。また、問題集が2000円である。
|     | レベル | 受験料（税込） | 出題内容                                                             | 出題数 | 合格基準 | 公式問題集からの出題割合 |
| --- | ------ | -------------- | -------------------------------------------------------------------- | ------ | -------- | ------------------------ |
| 1級 | 上級I  | 6,000円        | 現在、過去を問わず野球に関する基本知識の高度な観察力、洞察力を求める | 50問   | 80%      | 公式問題集なし           |
| 2級 | 上級II | 6,000円        | 広範囲にわたって野球に関する正確な基本知識の深い理解力を問う         | 50問   | 80%      | 70%                      |
| 3級 | 中級I  | 6,000円        | 広範囲にわたって野球に関する正確な基本知識の有無を問う               | 50問   | 80%      | 70%                      |
| 4級 | 中級II | 6,000円        | 広範囲にわたって野球に関する基本知識の有無を問う                     | 100問  | 80%      | 70%                      |
| 5級 | 初級I  | 6,000円        | 基本的な野球のルール、記録、歴史、エピソードなどの知識を問う         | 100問  | 90%      | 100%                     |
| 6級 | 初級II | 6,000円        | 基本的な野球のルール、記録、歴史、エピソードなどの正否を問う         | 100問  | 70%      | 100%                     |

## 出題範囲
基本的に公式ホームページで発売されている問題集と全く同じ問題が出題されるため問題集を丸暗記すれば合格できるが、4級からは問題集に書いていないことも問われるため時事問題やルール・記録・歴史・エピソードを事前にチェックする必要がある。あくまで「野球」の知識を問われるので日本プロ野球（NPB）はもちろん、メジャーリーグ・高校野球・大学野球・社会人野球・独立リーグなど野球に関するあらゆる知識を身につけていなければ上位級の合格は到底難しい。特に1級は公式問題集自体存在しないため、合格は至難である。

## 検定官
各検定毎にプロ野球OBが検定官を務める。検定終了後には質問コーナーやトークショー、クイズ大会が開催される。なかでもクイズ大会では正解した人に検定官のサイン入りボールがもらえるので人気を博している。質問コーナーの内容がクイズ大会の問題と重複した場合や、クイズ大会で正解者がいない場合は受験者全員で検定官とサインボール争奪じゃんけん大会が開催されることがある。2017年6月の東京会場で村上雅則氏が検定官を務めた際には、じゃんけん大会でサインボールの他にサンフランシスコ・ジャイアンツのトートバッグがサイン入りでプレゼントされた。

### 歴代の検定官
- 尾崎行雄
- 新浦壽夫
- 屋鋪要
- 若生智男
- 石毛宏典
- ギャオス内藤
- 大矢明彦
- 田野倉利男
- 斉藤明夫
- 初芝清
- 佐藤道郎
- 松沼博久
- 松沼雅之
- 藤城和明
- 大塚光二
- 鈴木健
- 若菜嘉晴
- カズ山本
- 藤本博史
- 小松辰雄
- 鹿島忠
- 彦野利勝
- 長池徳士
- 村田辰美
- 南牟礼豊蔵
- 山崎慎太郎
- 野田浩司
- 近藤昭仁
- 江夏豊
- 加藤秀司
- 中西太
- 有田修三
- 杉下茂
- 亀山努
- 駒田徳広
- 高木守道
- 岡田功
- 前川芳男
- 村上隆行
- 米田哲也
- 鈴木孝政
- 八木沢荘六
- 山本和行
- 黒江透修
- 岩本尭
- 西本聖
- 中西清起
- 村上雅則
- 柏原純一
- 角盈男
- 福間納
- 安仁屋宗八
- 土井淳
- 北別府学
- 小林雅英
- 山田久志
- 鈴木尚広

## 合格者特典
- 合格認定書[7]
- 認定証カード
  - 認定証提示で野球殿堂博物館の入館料20%割引（小・中学生は25%割引）※2025年2月28日にこの特典は終了。
- 認定バッジ

### 抽選・成績優秀者
- 写真撮影
- プロ野球OBとの食事会
- サイン入りボール
- サイン入り色紙
- コラム執筆の権利

### 1級合格者
- 蛭間豊章（スポーツ報知）による取材（自身のブログにて掲載予定）
- スポニチアネックスによる取材（予定）
- スポーツ専門チャンネル「J SPORTS」メジャーリーグ中継にゲスト出演（予定）

## 記録

### 各級の歴代最高得点
| 級  | 最高得点 | 認定年月  | 備考     |
| --- | -------- | --------- | -------- |
| 1級 | 89点     | 2024年7月 | 池田陽一 |
| 2級 | 98点     | 2016年7月 | 関根安男 |
| 3級 | 98点     | 2014年4月 | 大谷弘樹 |
| 4級 | 97点     | 2019年1月 | 伊藤孝仁 |
| 5級 | 100点    | 2011年6月 | タイ記録 |

## 取得した主な著名人

### 6級
- うえむらちか
- 紺野あさ美
- 佐藤ありさ
- 中村温姫
- 松中みなみ

### 5級
- 赤坂星南（原宿駅前パーティーズ）
- 渥美澄香（有楽町ベンチーズ）
- 加藤里奈（ファッションモデル、NHK名古屋放送局契約キャスター）
- 黒木美帆（プレイボールズ）
- 舘谷春香  (文化放送アナウンサー)
- 西村志野（フリーアナウンサー）
- 藤原丈一郎（なにわ男子）
- 真鍋杏奈（フリーアナウンサー）
- 宮崎瑠依
- 宮澤結花（NHK渋谷放送局契約アナウンサー）
- 渡辺綾（大宮アイドール）

### 4級
- 阿部智帆（アナウンサー）
- 大岩Larry正志
- 立花夢果
- みずきあかり
- 杜野まこ

### 3級
- 榊原悠介（CBCテレビアナウンサー）[8]
- 渡辺弥生（元NHK静岡放送局キャスター）